# Cezary Mik
Cezary Mik (ur. 27 lipca 1964 w Bydgoszczy) – polski prawnik, profesor nauk prawnych specjalizujący się w prawie międzynarodowym i europejskim.

## Życiorys
Jest absolwentem VI Liceum Ogólnokształcącego w Bydgoszczy. W 1988 ukończył studia na Wydziale Prawa i Administracji Uniwersytetu Mikołaja Kopernika. Stopień doktora nauk prawnych w zakresie prawa uzyskał tamże w 1991. Rozprawa doktorska nosiła tytuł Zbiorowe prawa człowieka, a jej promotorem był Janusz Gilas. Stopień doktora habilitowanego uzyskał na tej samej uczelni w 1995, na podstawie dorobku naukowego oraz rozprawy pt. Koncepcja normatywna prawa europejskiego praw człowieka. Tytuł profesora nauk prawnych uzyskał w 2000.
W latach 1988–2004 był pracownikiem Wydziału Prawa i Administracji Uniwersytetu Mikołaja Kopernika w Toruniu. Od 1998 pracował także w Akademii Teologii Katolickiej w Warszawie, a po jej przekształceniu – na Wydziale Prawa i Administracji Uniwersytetu Kardynała Stefana Wyszyńskiego w Warszawie. W latach 2002–2008 pełnił funkcję dziekana Wydziału. W 2008 został dyrektorem Instytutu Prawa Międzynarodowego, Unii Europejskiej i Stosunków Międzynarodowych. Od 2012 do 2016 był prorektorem UKSW ds. nauki i rozwoju.
W 2006 wszedł w skład Rady Legislacyjnej przy Prezesie Rady Ministrów. Wykonuje również zadania z zakresu ekspertyz Biura Analiz Sejmowych Kancelarii Sejmu RP. Od 2018 jest arbitrem Stałego Trybunału Arbitrażowego.
Członek Sekcji Polskiej Stowarzyszenia Prawa Międzynarodowego, Komisji Prawa Morskiego PAN oraz prezes bydgoskiego oddziału Towarzystwa Wiedzy Powszechnej. Uczestnik licznych kolegiów redakcyjnych: m.in. redaktor naczelny Kwartalnika Prawa Publicznego. Członek Collegium Invisibile.
Został członkiem Rady Naukowej kwartalnika „Prawo i Więź”.
Wypromował siedmioro doktorów, m.in. Konrada Marciniaka i Łukasza Kułagę.

## Odznaczenia
W 2009 za wybitne zasługi w działalności naukowo-dydaktycznej, za osiągnięcia w podejmowanej z pożytkiem dla kraju pracy zawodowej i społecznej został odznaczony Krzyżem Kawalerskim Orderu Odrodzenia Polski.
W 2024 za wybitne zasługi w pracy naukowo-badawczej i dydaktycznej, za popularyzowanie polskiej myśli naukowej na świecie otrzymał Krzyż Oficerski Orderu Odrodzenia Polski.

## Wybrane publikacje
- Zbiorowe prawa człowieka: analiza krytyczna koncepcji (1992, ISBN 83-231-0365-8)
- Koncepcja normatywna europejskiego prawa praw człowieka (1994, ISBN 83-85149-34-1)
- Podstawy europejskiego prawa wspólnotowego: zarys wykładu (1996, ISBN 83-85149-35-X)
- Media masowe w europejskim prawie wspólnotowym (1999, ISBN 83-87673-29-3)
- Europejskie prawo wspólnotowe: zagadnienia teorii i praktyki (2000, ISBN 83-7110-599-1)
- Traktat o Unii Europejskiej (2005, wspólnie z Władysławem Czaplińskim, ISBN 83-7416-267-8)